# La Jonque fantôme vue de l'orchestre
La Jonque fantôme vue de l'orchestre est un roman graphique en noir et blanc de Jean-Claude Forest, prépublié dans la revue (À SUIVRE) et paru en album chez Casterman en 1981.

## Résumé
Gaston Gamine, un jeune fusilier marin français tombé à la mer depuis un navire de guerre, parvient à atteindre à la nage la côte de Saravonie Argovine. Il arrive dans une petite ville où la guerre fait rage. C'est là qu'il rencontre un homme mystérieux, Winnic Radbod, qui se prétend vendeur de « fenêtres hygiéniques ». En entrouvrant cette fenêtre, il voit une jonque fantôme et « une jeune femme rêveuse, magnifique ». 
Entre vie de château et guerre, Gaston découvrira le secret de la mystérieuse fenêtre qui ouvre sur un autre monde.

## Commentaires
Jean-Claude Forest s'inspire de la Première Guerre mondiale sur le front des Balkans pour point de départ de son récit mais en créant un pays fictif.
Le dessin est au pinceau et à la plume, ombré de hachures et de croisillons, dans un style proche des gravures du XIXe siècle.